# Vụ phóng hỏa Kyōto Animation
Vụ phóng hỏa Kyōto Animation (京都アニメーション放火殺人事件 (Kinh Đô Hoạt Hoạ Phóng Hỏa sát nhân Sự Kiện) Kyōto Animēshon hōka satsujin jiken) xảy ra ở tòa nhà Xưởng phim 1 của Kyōto Animation tọa lạc tại quận Fushimi, thành phố Kyōto, tỉnh Kyōto, Nhật Bản vào sáng ngày 18 tháng 7 năm 2019. Vụ phóng hỏa đã làm ít nhất 36 người thiệt mạng, 34 người bị thương và phá hủy phần lớn tài liệu và máy tính ở Xưởng phim 1. Đây là một trong những vụ thảm sát kinh hoàng nhất ở Nhật Bản kể từ cuối Thế Chiến II, là vụ cháy tòa nhà nguy hiểm nhất ở Nhật Bản kể từ Vụ cháy toà nhà Myojo 56 vào năm 2001, và là vụ thảm sát đầu tiên liên quan đến xưởng phim của một công ty giải trí. Vụ việc được một giáo sư chuyên ngành tội phạm tại Đại học Rissho ví như một vụ "khủng bố tự sát", bởi động cơ gây án của nghi phạm là để tự tử.
Thủ phạm là Aoba Shinji, người vốn không phải nhân viên xưởng phim. Y bước vào cửa trước rồi đổ xăng vào toà nhà và một số nhân viên trước khi châm lửa, khiến tòa nhà bốc cháy. Sau khi tự châm lửa đốt mình, hung thủ cố gắng bỏ trốn khỏi hiện trường, nhưng bị cảnh sát bắt giữ tại một nơi cách toà nhà khoảng 100 mét (330 ft). Các nhân chứng cho biết họ nghe thấy y cáo buộc xưởng phim đạo văn. Cảnh sát đã bắt giữ Aoba bởi nghi ngờ y đã giết người cũng như thực hiện các hành vi phạm tội khác, sau khi đợi y hồi phục các vết bỏng nặng nguy hiểm đến tính mạng trong hơn 10 tháng.
Ngoài lời chia buồn và thông điệp hỗ trợ từ các nhà lãnh đạo trên toàn thế giới, người hâm mộ và doanh nghiệp đã huy động được hơn 3,3 tỷ yên tại Nhật Bản và 2,3 triệu USD ngoài Nhật Bản để giúp xưởng phim và nhân viên phục hồi. Do sự cố, một số tác phẩm và công việc hợp tác của hãng phim đã bị trì trệ, một số sự kiện đã bị hủy hoặc hoãn lại lịch.

## Hoàn cảnh

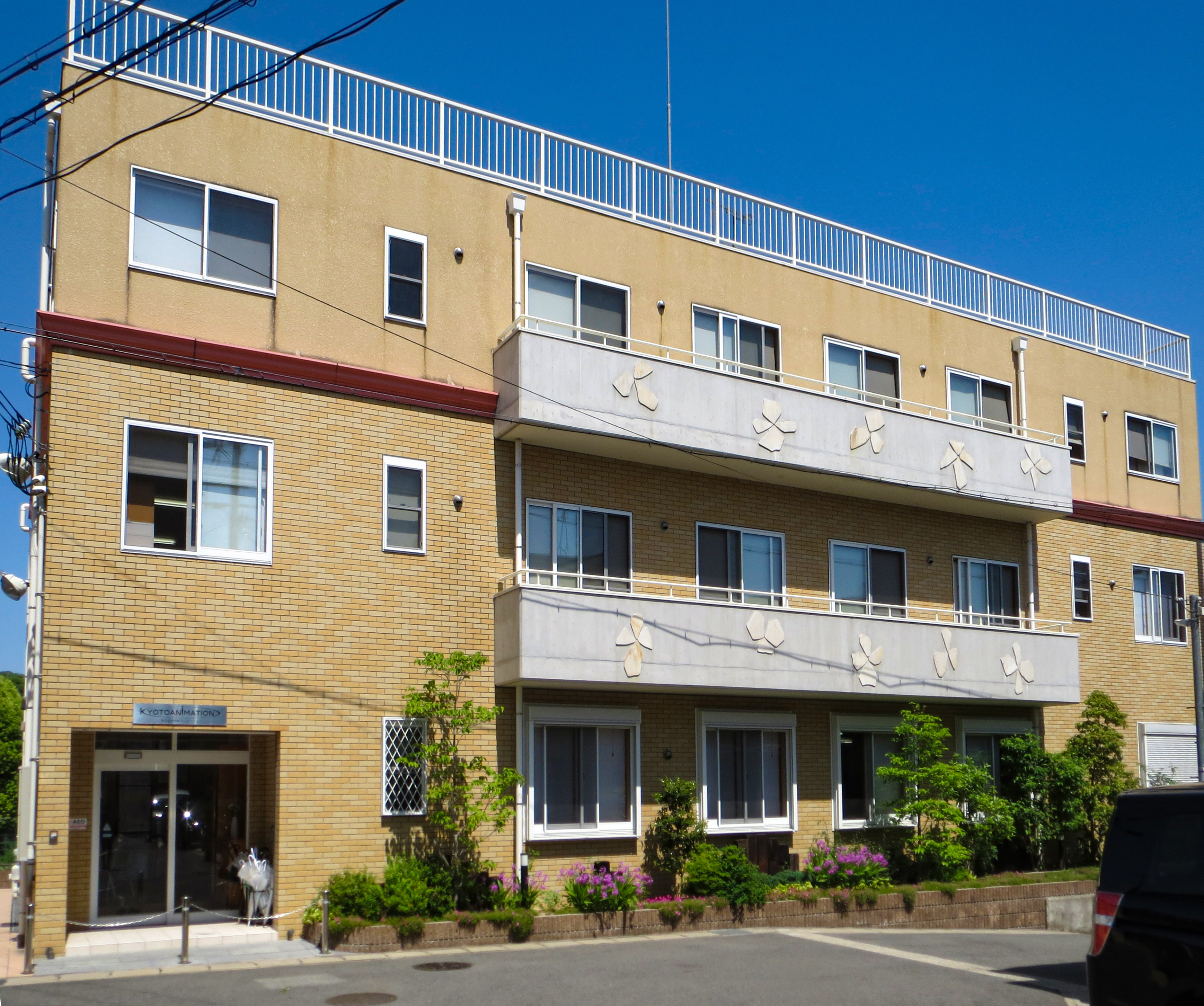
Xưởng phim 1 nơi xảy ra vụ phóng hỏa, chụp tháng 5 năm 2015.

Kyōto Animation là một trong những xưởng phim anime được tán dương nhất tại Nhật Bản, được biết đến với các tác phẩm như Dáng hình thanh âm, Violet Evergarden, Chuunibyou demo Koi ga Shitai!, Kem đá và Clannad. Công ty có một số văn phòng khác nhau trong thành phố. Xưởng phim 1 được đặt tại Fushimi. Xưởng phim 2 (Trụ sở chính của KyoAni), xưởng phim 5, và bộ phận phát triển hàng hóa được đặt tại Uji, cách xưởng phim 1 một ga tàu. Tòa nhà được dùng chủ yếu bởi nhân viên chỉ đạo hoạt hình và được xây dựng vào năm 2007.
Một vài tuần trước cuộc tấn công, Kyōto Animation đã nhận được rất nhiều thư đe dọa được gửi đến công ty. Chủ tịch của công ty, Hatta Hideaki, cho biết rằng không biết những bức thư này có liên quan đến vụ phóng hỏa hay không, vì chúng được gửi nặc danh. Dù vậy, ông vẫn trình báo với cảnh sát và luật sư về vụ việc. Sau khi cảnh sát Nhật Bản nhận được tin báo về những mối đe dọa vào tháng 10 năm 2018, họ tạm thời đi tuần tra quanh trụ sở chính ở thời điểm đó.

## Diễn biến
Vụ cháy bắt đầu bằng một tiếng nổ vào khoảng 10:31 sáng giờ địa phương (01:31 UTC) khi hung thủ bước vào Xưởng phim 1 và đốt tòa nhà bằng 40 lít (8,8 gal Anh; 11 gal Mỹ) xăng. Thủ phạm đã mua xăng cách tòa nhà 10 km (6,2 mi), và người ta tin rằng y đi bộ đến tòa nhà với chiếc xe đẩy chứa xăng. Cảnh sát tin rằng xăng được đổ ra tại hiện trường đã trộn lẫn với không khí, do đó gây ra vụ nổ vào lúc bắt đầu. Một số báo cáo cho rằng hắn ta đã hét lên "Chết hết đi!" (死ね shine) khi hắn thực hiện vụ tấn công. Thủ phạm cũng tạt xăng lên một số người trước khi phóng hoả, khiến họ chạy ra đường trong biển lửa.
Khi ngọn lửa bùng lên dữ dội ở vị trí lối vào, khiến nhiều nhân viên chủ lực bị mắc kẹt bên trong tòa nhà. 19 tử thi được tìm thấy trên tầng ba gần cầu thang, cho thấy rằng các nạn nhân đã cố gắng di chuyển lên tầng thượng để trốn thoát. Ông Nishino Tomoaki, Phó giáo sư tại Viện Nghiên cứu Ngăn ngừa thảm họa của Đại học Kyōto ước tính rằng các tầng 2 và tầng 3 gần như bị khói lửa bao phủ trong vòng 30 giây sau vụ nổ. Thủ phạm đã bỏ trốn khỏi hiện trường nhưng bị hai nhân viên của Kyōto Animation truy đuổi và nhanh chóng ngã xuống đường, cùng nơi này cảnh sát bắt được hắn ta. Nhiều hung khí chưa dùng đến được tìm thấy ở hiện trường.
Vụ cháy được kiểm soát lúc 3:19 chiều giờ địa phương (06:19 UTC) và được dập tắt hoàn toàn lúc 6:20 sáng ngày hôm sau (21:20 UTC). Khi các nỗ lực cứu hộ đã kết thúc, cảnh sát đã xác nhận thi thể và mọi người trong xưởng phim tại thời điểm đó đã được đưa ra ngoài. Cơ quan Quản lý Thiên tai và Hỏa hoạn đã công bố báo cáo rằng ngọn lửa đã thiêu rụi toà nhà hoàn toàn. Tòa nhà không có hệ thống phun nước, cũng không có vòi chữa cháy trong nhà do được phân loại là một tòa nhà văn phòng nhỏ, nhưng không có thiếu sót trong việc tuân thủ an toàn cháy nổ trong lần kiểm tra cuối cùng vào ngày 17 tháng 10 năm 2018. Những báo cáo ban đầu cho biết lối vào xưởng phim yêu cầu thẻ thông hành của nhân viên, nhưng hôm đó cửa mở do có khách đến ghé thăm xưởng phim. Tuy nhiên, thông tin này là không chính xác: không hề có hệ thống an ninh tại chỗ còn cửa thì luôn để mở trong giờ làm việc.
Theo một cuộc họp báo được tổ chức vào ngày 19 tháng 7 năm 2019, cuộc tấn công đốt phá đã phá hủy phần lớn tài liệu và máy tính trong Xưởng phim 1 của Kyōto Animation. Một phần nhỏ của khung hình chính do được triển lãm tại Tokushima nên không bị thiêu rụi mất. Ngày 29 tháng 7, Kyōto Animation đã thông báo rằng họ đã phục hồi thành công các bản vẽ gốc được số hóa từ một máy chủ còn hoạt động được sau vụ cháy.
Vụ phóng hỏa này được cho là là một trong những vụ thảm sát kinh hoàng nhất trong lịch sử Nhật Bản kể từ cuối Thế Chiến II và vụ cháy tòa nhà nguy hiểm nhất ở nước này trong vòng 18 năm kể từ vụ cháy toà nhà Myojo 56 năm 2001. Một giáo sư chuyên ngành tội phạm tại Đại học Rissho nhận định thảm án là một vụ "khủng bố tự sát", bởi động cơ gây án của hung thủ được cho là tự tử.

## Nạn nhân
Có ít nhất 74 người trong tòa nhà vào thời điểm xảy ra hỏa hoạn. Tổng cộng có 36 người thiệt mạng, trong đó có hai người tử vong khi đang được điều trị tại bệnh viện. Một số nạn nhân rất khó để xác định danh tính vì theo cảnh sát Kyōto, họ bị bỏng rất nặng. Kết quả khám nghiệm tử thi vào ngày 22 tháng 7 năm 2019 cho biết phần lớn nạn nhân đã không chịu nổi vết bỏng (thay vì ngộ độc cacbon monoxit) do đám cháy lan ra quá nhanh. Các bác sĩ đã tiến hành xét nghiệm DNA nhằm nhận dạng thi thể các nạn nhân và quá trình này kéo dài đến một tuần sau vụ phóng hoả. Có thông tin cho biết 2/3 số nạn nhân (ít nhất 20 người) là phụ nữ, vì xưởng phim nổi tiếng nhờ thuê các nữ họa sĩ diễn hoạt.
Chủ tịch của Kyōto Animation đã yêu cầu các phương tiện truyền thông thông qua cảnh sát không tiết lộ tên của các nạn nhân vì sự tôn trọng đối với gia đình của họ, ông cho rằng "công khai tên của họ không có giúp gì cho lợi ích cộng đồng." Vào ngày 25 tháng 7, cảnh sát Kyōto cho biết họ đã xác định được tất cả 34 nạn nhân và đã bắt đầu bàn giao thi thể của các nạn nhân cho thân nhân của họ. Họ đang thảo luận với Kyōto Animation về việc, khi nào và làm thế nào để tiết lộ danh tính của người quá cố. Một số gia đình công bố kết quả của họ cho giới truyền thông liên quan đến tình trạng người thân của họ, gồm có gia đình nhà thiết kế Naomi Ishida đã xác nhận điều này vào ngày 24 tháng 7. Vào ngày 26 tháng 7, gia đình của đạo diễn, họa sĩ hoạt hình, biên kịch Takemoto Yasuhiro xác nhận cái chết của anh thông qua xét nghiệm DNA. Ngày 27 tháng 8, cảnh sát Tokyo công bố tên của 10 nạn nhân đã được tiến hành tang lễ và nhận được sự đồng ý từ thân nhân của họ, qua đó xác nhận rằng cùng ngày hôm đó các đạo diễn hoạt hình là Yoshiji Kigami và Futoshi Nishiya đều đã qua đời. Ngày 27 tháng 8, sau khi cân nhắc ảnh hưởng xã hội của vụ án, chính quyền quyết định tiết lộ chính thức tên của 25 nạn nhân còn lại, trong đó có một thành viên thuộc ban giám đốc là Ikeda Shōko.
Theo báo cáo ban đầu có 36 người bị thương, con số này sau đó đã giảm xuống còn 34 sau khi hai người tử vong tại bệnh viện. 10 người bị thương ban đầu được báo cáo trong tình trạng nghiêm trọng, một người trong số đó phải bị cắt cụt chân. Những người được báo cáo an toàn gồm đạo diễn Yamada Naoko, đạo diễn của K-On! và Dáng hình thanh âm. Theo Bộ Ngoại giao Hàn Quốc, một trong số những nạn nhân bị thương là một phụ nữ người Hàn Quốc.
Ngày 7 tháng 9, có nguồn tin cho biết 7 phụ nữ vẫn đang được điều trị tại bệnh viện, trong đó có ba người nằm trong tình trạng nguy kịch. Tuy nhiên vào ngày 18 tháng 9 xuất hiện thông tin rằng cả 34 người bị thương trong vụ phóng hỏa không còn nằm trong diện nguy hiểm đến tính mạng, nhưng một số vẫn đang trong diện phục hồi chức năng (ICU) do bị bỏng nặng. Ngày 4 tháng 10 năm 2019, một người phụ nữ được thông báo đã qua đời vì bị sốc nhiễm trùng, nâng tổng số ca tử vong lên con số 36. Năm người còn lại vẫn đang phải điều trị bằng ICU.

## Thủ phạm
Aoba Shinji (青葉 真司 (Thanh Diệp Chân Tư)), một người đàn ông 41 tuổi được xác định là thủ phạm gây ra vụ tấn công. Theo người dân địa phương, một người đàn ông trông giống Shinji được phát hiện gần xưởng phim vài hôm trước khi vụ việc xảy ra. Ngoài ra, y được báo cáo đã đến thăm một số địa điểm yêu thích liên quan đến anime Sound! Euphonium xung quanh thành phố trong những ngày trước cuộc tấn công. Sau khi gây án, Aoba bỏ trốn khỏi hiện trường sau khi bị các nhân viên của xưởng phim truy đuổi, kế đó bị lực lượng cảnh sát tỉnh Kyōto bắt giữ gần nhà ga Rokujizō, thuộc hệ thống đường tàu điện Keihan, cách xưởng phim khoảng 100 mét (330 ft); Aoba được đưa đến bệnh viện với những vết bỏng nặng ở chân, ngực và mặt. Trong quá trình di chuyển đến bệnh viện, ông ta có thừa nhận đã gây ra đám cháy, động cơ là để trả thù, buộc tội xưởng phim đã "đạo văn" (パクリやがって pakuri yagatte) tiểu thuyết của ông. Mặc dù vậy, Hatta tuyên bố rằng không có hồ sơ nào gửi tác phẩm đến cuộc thi viết hàng năm của họ đứng tên của Shinji. Sau đó, Kyōto Animation tiết lộ rằng họ đã nhận được một bản thảo tiểu thuyết từ nghi phạm, tuy nhiên nó không vượt qua vòng đầu tiên và bị lãng quên, và nội dung của nó được xác nhận là không có điểm tương đồng với bất kỳ tác phẩm được xuất bản nào của Kyōto Animation.
Do dính nhiều vết bỏng nặng kéo dài sau khi gây án, Aoba được chuyển đến một bệnh viện Đại học thuộc tỉnh Osaka để điều trị thêm và được tiến hành phẫu thuật cấy ghép da. Ngày 5 tháng 9 năm 2019, có những thông tin cho biết những vết thương của Aoba không còn đe dọa đến tính mạng, nhưng y vẫn nằm trong phòng chăm sóc đặc biệt và cần sự hỗ trợ của máy thở. Aoba dần nói được vào ngày 18 tháng 9 và bắt đầu hồi phục vào ngày 8 tháng 10, y có thể ngồi xe lăn và có những cuộc đối thoại ngắn. Cảnh sát đã có lệnh bắt giữ Aoba, nhưng họ phải chờ xác nhận từ các y bác sĩ rằng liệu y có thể chịu được sự tra khảo không. Ngày 14 tháng 11 năm 2019, y được chuyển đến một bệnh viện khác ở thành phố Kyōto để tiến hành phục hồi chức năng lần cuối. Sau khi hồi phục gần như toàn bộ vết thương, Aoba đã nhận trách nhiệm về vụ phóng hỏa. Y tỏ ra hối hận và thể hiện lòng biết ơn với đội ngũ nhân viên trong bệnh viên – những người mà Aoba nói rằng họ đã đối xử tốt với y hơn bất cứ ai từng làm trong đời y. Mặt khác, Aoba khai với cảnh sát rằng y đã phóng hỏa vì Kyōto Animation đã đánh cắp cuốn tiểu thuyết của y, và y mong rằng sẽ nhận được án tử hình. Hầu hết các da bỏng của Aoba bị thay bằng da nhân tạo thử nghiệm, bởi các nạn nhân được ưu tiên dùng da người được hiến trước. Việc sử dụng da nhân tạo trên quy mô lớn như vậy là trường hợp đầu tiên tại Nhật Bản. Tính đến tháng 1 năm 2020, Aoba vẫn phải nhập viện và không thể đứng hay ăn mà không cần hỗ trợ. Ngày 27 tháng 5 năm 2020, Aoba được chẩn đoán là đã bình phục hoàn toàn khỏi các vết bỏng, rồi y chính thức bị bắt giữ vì nghi án giết người cùng nhiều cáo buộc khác.
Shinji được báo cáo là đã có vấn đề tâm lý và từng có tiền án hình sự trước khi xảy ra vụ việc. Năm 2012, y đã cướp một cửa hàng tiện lợi khu vực Ibaraki bằng dao và sau đó bị bỏ tù 3 năm rưỡi. Do có vấn đề về tâm thần, Aoba có thể được thuyên giảm từ hình phạt cao nhất dành cho y là tử hình bởi vụ tấn công xuống mức án tù chung thân.
Ngày 25 tháng 1, 2024, Shinji bị kết án tử hình.

## Hậu quả
Một tháng sau vụ phóng hỏa, các nạn nhân bắt đầu trở lại làm việc tại những xưởng phim khác của Kyōto Animation. Tính đến tháng 10 năm 2019, dù cho số lượng nhân viên làm cho Kyōto Animation giảm từ 176 xuống 137 người, 27 trong số 33 nạn nhân sống sót vẫn trở lại làm việc, một số người đã quyết định nghỉ ngơi dài ngày để đối phó với tình trạng lo lắng và bất an mà vụ tấn công gây ra.
Hãng phim đã ra một thông cáo chính thức, đề nghị dành sự tôn trọng cho các nạn nhân cũng như gia đình của họ, đồng thời cho biết tất cả những phát ngôn trong tương lai sẽ thông qua cảnh sát hoặc luật sư của hãng. Tòa nhà được dỡ bỏ hoàn toàn vào ngày 28 tháng 4 năm 2020 mà không hề có thông báo trước trên trang web. Trong một buổi phỏng vấn thực hiện trước đó, chủ tịch của Kyōto Animation, ông Hatta Hideaki cho hay ông đang cân nhắc thay thế tòa nhà bằng một công viên xanh và một đài tưởng niệm. Tuy nhiên, cư dân sống trong khu phố lại không hề muốn dựng đài tưởng niệm bởi nó sẽ phá hủy "lối sống yên bình [của người dân địa phương]".
Nhằm phục hồi những tổn thất, Kyōto Animation đã hoãn lễ trao giải Kyōto Animation Awards lần thứ 11 - một giải thưởng thường niên nhằm phát hiện những đầu truyện mới.
Tháng 11 năm 2019, hãng phim quyết định tiếp tục công tác đào tạo cho những họa sĩ diễn hoạt giàu khát vọng, trong đó các học viên sẽ được đào tạo về phim ảnh, phác họa và diễn hoạt. Sau khi tốt nghiệp khóa học, các học viên xuất sắc có thể được hãng phim tuyển dụng ngay sau khi họ được kiểm tra thêm.

### Tác động lên sản xuất
Nhằm đối phó với vụ phóng hỏa, một sự kiện mở dành cho phim điện ảnh Free! sắp chiếu đã bị hủy bỏ. Sản phẩm Sound! Euphonium của Kyōto Animation hợp tác với Keihan Main Line cũng bị ngừng chiếu bên cạnh tập 4 của BEM. Tập thứ ba của Enen no Shouboutai do David Production sản xuất – loạt anime về những người lính cứu hỏa và người tử vong do tự thiêu đã bị hoãn một tuần, rồi sau đó được phát hành kèm theo các phần màu lửa và kể chuyện bị thay đổi. Các tập kế tiếp của Enen no Shouboutai cũng được xử lý theo cách tương tự. Hãng phim còn quyết định đẩy lịch ra mắt Violet Evergarden Gaiden lên ngày 3 tháng 8 năm 2019 tại hội thảo AnimagiC của Đức như lịch phát hành dự kiến. Ngày công chiếu bộ phim tại Nhật Bản được giãn thêm một tuần nữa, đồng thời phần danh đề trong phim có ghi dòng tưởng nhớ các nạn nhân. Mặc dù các tin tức cho hay phần phim điện ảnh Violet Evergarden sắp chiếu sẽ ra mắt theo lịch là ngày 10 tháng 1 năm 2020, phim lại bị hoãn chiếu tới ngày 24 tháng 4 năm 2020, nhưng rồi do hệ quả của Đại dịch COVID-19, lịch chiếu phim lại bị dời đến ngày 18 tháng 9 năm 2020. Một tập phim của loạt anime Animation x Paralympic vốn được dự kiến phát sóng vào tháng 8 năm 2019 đã bị thông báo hủy chiếu vào ngày 28 tháng 2 năm 2020, khi các nhà sản xuất nói rằng họ không thể kịp hoàn thành bộ phim để phục vụ chiến dịch Thế vận hội người khuyết tật 2020.

### Biện pháp nhằm ngăn ngừa những vụ việc tương tự
Hai tổ chức của Nhật Bản là Cơ quan Quản lý Thiên tai và Hỏa hoạn và Cơ quan Cảnh sát Quốc gia đã ra một thông báo vào ngày 25 tháng 7 năm 2019,  yêu cầu các trạm xăng phải duy trì hồ sơ ghi lại những khách hàng mua bán xăng trong các thùng chứa có thể đổ đầy lại, nhằm tuân thủ các quy định về an toàn chống cháy nổ. Mỗi hồ sơ đều ghi rõ thông tin cá nhân của người mua như tên, địa chỉ, mục đích mua xăng và lượng xăng đã mua. Mặc dù thông báo trên không có sự hỗ trợ về mặt pháp lý, hầu hết người tiêu dùng đều tự giác tuân thủ các quy định bổ sung này. Biện pháp này được chính thức hóa cùng với những điều luật sửa đổi liên quan và có hiệu lực vào ngày 1 tháng 2 năm 2020, nhằm bắt buộc người bán ghi lại hồ sơ bán hàng. Sau khi vụ phóng hỏa đã xảy ra, Sở cứu hỏa thành phố Kyōto cũng xây dựng những văn bản hướng dẫn thoát hiểm trong trường hợp bị phóng hỏa hoặc khủng bố và khuyến khích lắp đặt cầu thang thoát hiểm.

## Tưởng niệm
Một đoạn phim để bày tỏ lòng tri ân đã được ra mắt vào ngày 18 tháng 7 năm 2020, sau một năm kể từ vụ tấn công. Công ty đã cân nhắc đến việc tổ chức một buổi lễ tưởng niệm, tuy nhiên, do ảnh hưởng của đại dịch COVID-19 tại Nhật Bản, họ đã quyết định hủy kế hoạch. Tương tự, vào 8:30 sáng (10:30 giờ địa phương) ngày 18 tháng 7 năm 2021, trên kênh YouTube chính thức của Kyōto Animation đã phát trực tiếp một đoạn phim 13 phút để "cho mọi người một không gian để chia sẻ những suy nghĩ và cảm xúc của mình". Trong đoạn phim có những lời nhắn và lời tri ân từ Xưởng phim, các nhân viên và những gia đình của một số người quá cố. Công ty yêu cầu những người hâm mộ của mình không đến thăm Xưởng phim 1 vào ngày tưởng niệm để tôn trọng các yêu cầu của những người dân xung quanh.

## Phản ứng

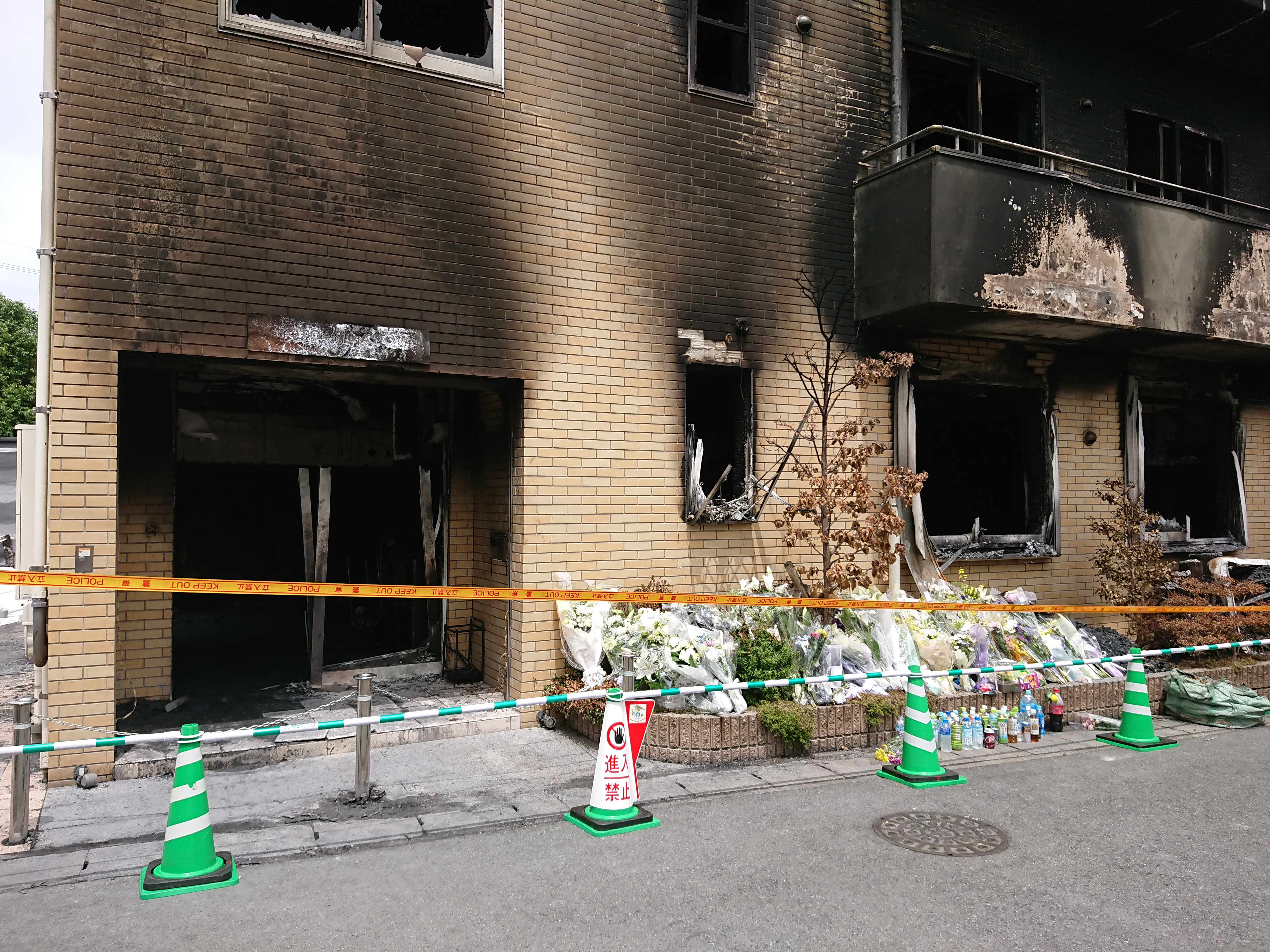
Lối vào xưởng phim sau vụ phóng hoả. Bó hoa và đồ uống được đặt trong đài tưởng niệm.

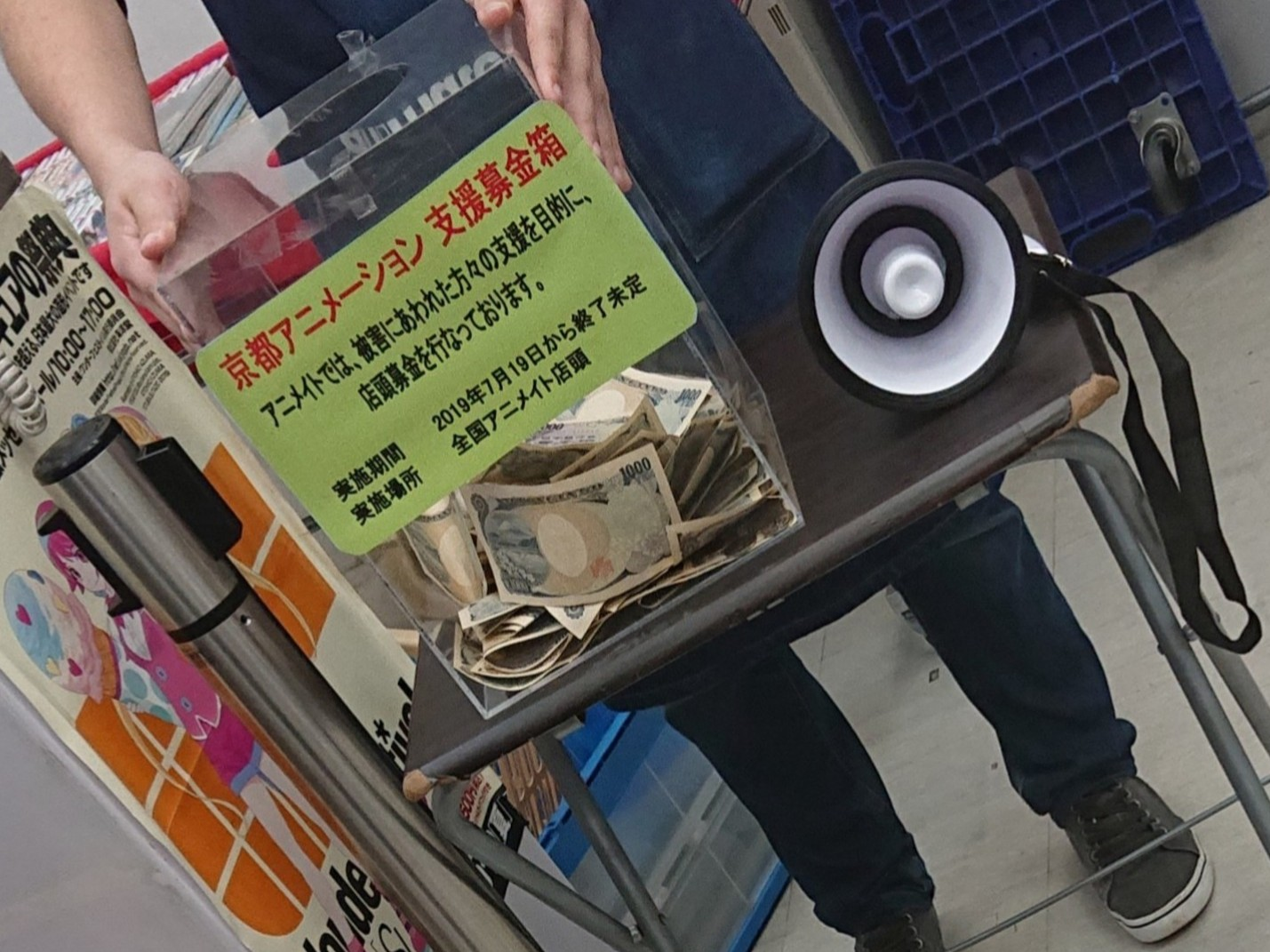
Hòm quyên góp tại Animate ở Akihabara.

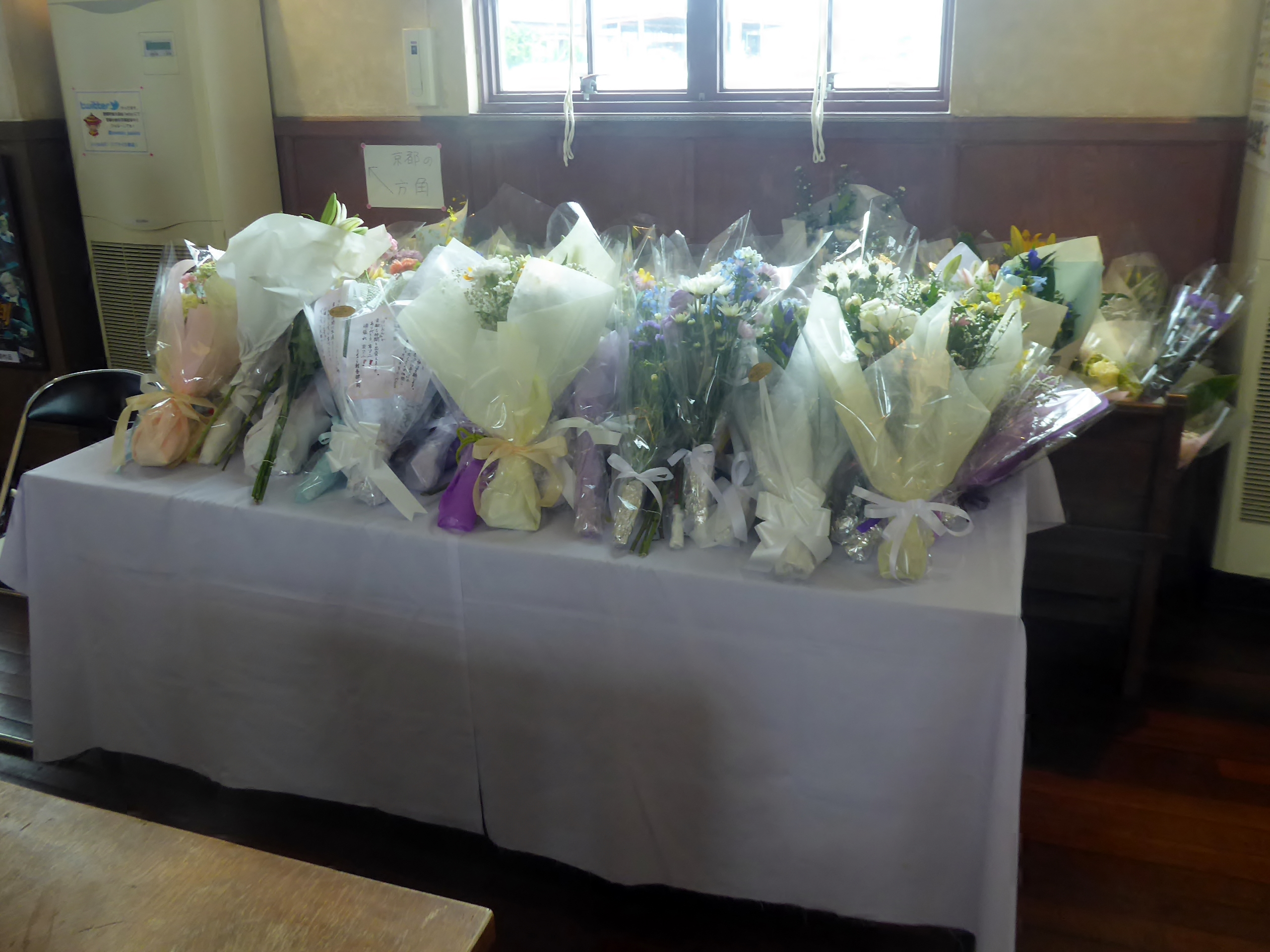
Một dàn hoa đặt trong các tòa nhà cũ của trường tiểu học Toyosato

Kyōto Animation bắt đầu chấp nhận quyên góp trực tiếp để giúp đỡ các nạn nhân của vụ tấn công vào ngày 23 tháng 7 năm 2019 đến ngày 27 tháng 12 năm 2019. Cuối cùng, ngân hàng đã tích lũy được khoảng 3,300,000,000 yên Nhật (3.300.000.000 yên Nhật vào năm 2019). Những khoản quyên góp gồm có riêng 10 triệu yên đến từ nhạc sĩ người Nhật Yoshiki và hãng trò chơi điện tử Key. Ước tính rằng công ty sẽ cần tới 10 tỷ yên Nhật để trang trải chi phí hỗ trợ nạn nhân và các gia đình bị ảnh hưởng và chi phí phục hồi hoạt động kinh doanh liên quan đến công ty. Tính đến tháng 11 năm 2019, công ty đã bắt đầu quá trình phân bố số tiền gây quỹ được dành cho các nạn nhân, mỗi người đều nhận được khoản tiền phù hợp sau khi đánh giá các lựa chọn khác nhau như mức độ quan trọng của chấn thương, liệu nạn nhân có phải trụ cột duy nhất trong gia đình không...

### Trong nước
Thủ tướng Abe Shinzō bày tỏ lời chia buồn và cho biết ông "không nói nên lời" về quy mô của vụ việc. Lần đầu tiên trong lịch sử đoàn thể Nhật Bản, một điều luật đã được Quốc hội Nhật Bản thông qua nhằm cho phép xưởng phim được miễn thuế. Các đại sứ quán Trung Quốc, Pháp, Philippines và Bỉ tại Nhật Bản cũng động viên và gửi đôi lời chia buồn.
Nhiều người và tổ chức liên quan đến ngành công nghiệp cũng bày tỏ mối quan tâm và hỗ trợ, chẳng hạn như đạo diễn anime Shinkai Makoto và Tatsuki, diễn viên lồng tiếng anime K-On! Toyosaki Aki, diễn viên lồng tiếng của The Melancholy of Haruhi Suzumiya Hirano Aya, Chihara Minori, và Goto Yuko, tác giả tiểu thuyết Hyōka Yonezawa Honobu, công ty phát triển visual novel nguyên tác Clannad Key, và tập đoàn truyền thông Kadokawa. Hãng phim hoạt hình như SHAFT, Kadogawa Pictures,Inc, Sunrise, Bandai Namco Pictures, Toei Animation, Bones, Khara, Trigger, Walt Disney Japan và Madhouse tất cả cũng đều đề nghị hỗ trợ. Animate, một nhà bán lẻ anime, trò chơi điện tử và manga lớn của Nhật Bản, đã quyên góp tại tất cả các cửa hàng của họ để hỗ trợ các nạn nhân, và đã gặt hái được 330 triệu yên tính đến 1 tháng 9 năm 2019.

### Quốc tế
Một số chức sắc nước ngoài gồm có Justin Trudeau, Thái Anh Văn, António Guterres và nhiều người khác đưa ra thông điệp hỗ trợ riêng của họ cho các nạn nhân.
Sau vụ cháy, một lời kêu gọi trên GoFundMe được khởi động bởi nhà cấp phép phim hoạt hình Mỹ Sentai Filmworks. Với mục tiêu 750.000 đô la Mỹ, lời kêu gọi này đã cán mốc quyên góp 1 triệu đô la Mỹ trong vòng 24 giờ đầu tiên. Lời kêu gọi đã nhận được hơn 2 triệu đô la Mỹ. Người hâm mộ cũng đã đến cửa hàng kỹ thuật số Nhật Bản của Kyōto Animation để đóng góp trực tiếp bằng cách mua các hình ảnh có thể tải xuống có độ phân giải cao vì họ không yêu cầu nhân viên gửi chúng. Công ty cấp phép của Hoa Kỳ Aniplex of America, Funimation, Crunchyroll, và Nickelodeon Animation Studio cũng yêu cầu hỗ trợ. Một chương trình của khối Toonami, một khối định hướng anime của Cartoon Network bắt đầu phát sóng ngày 20 tháng 7 năm 2019 cũng yêu cầu người xem quyên góp cho GoFundMe do Sentai Filmworks thiết lập.
Sau khi vụ phóng hỏa xảy ra, nhiều người đã bày tỏ sự quan tâm hỗ trợ khi dùng liên tục từ khóa #PrayForKyoAni (cầu nguyện cho KyoAni) trên các trang mạng xã hội như Twitter.